# Макатубани
Макатубани (груз. მაქათუბანი) — село в Грузии, на территории Харагаульского муниципалитета края (мхаре) Имеретия.

## География
Село находится в западной части Грузии, на берегах реки Хелмосмулы (правый приток Дзирулы), на расстоянии 26 километров к северо-востоку от посёлка городского типа Харагаули, административного центра муниципалитета. Абсолютная высота — 341 метр над уровнем моря.

## Население
По результатам официальной переписи населения 2014 года, в Макатубани проживало 324 человека (172 мужчины и 152 женщины). В национальной структуре населения грузины составляли 100 %.
| Год  | Население, человек |
| ---- | ------------------ |
| 2002 | 471                |
| 2014 | ↘ 324              |